# Andy Ganteaume
Andrew "Andy" Gordon Ganteaume (22 de janeiro de 1921 – 17 de fevereiro de 2016) foi um jogador de críquete trinitário que jogou num jogo de teste para as Índias Ocidentais em 1948 como um batedor. Ele marcou 112 em seus únicos innings teste, que deixou-o com maior teste média de rebatidas na história. Ganteaume jogou em Trinidad a partir de uma idade jovem e foi escolhido para jogar em um jogo teste contra a Inglaterra na sequência da sua boa forma rebatidas em 1948. no entanto, sua pontuação lento provavelmente lhe custou seu lugar e ele nunca jogou um outro teste, embora ele visitou a Inglaterra com as Índias Ocidentais em 1957. a partir de 2014, Ganteaume foi o mais antigo jogador de críquete no teste nas Índias Ocidentais. Ele também pode reivindicar com maior pontuação nos innings menos concluídos na história da Seleção de Críquete das Índias Ocidentais primeira classe, marcando 9 corridas do total innings de Trinidad de apenas 16 contra Barbados em julho de 1942.